# Lena Gustafsson
Lena Gustafsson, född 1949 i Nynäshamn, är en svensk forskare i bioteknik. Hon var åren 2010–2016 rektor, och samtidigt professor i mikrobiologi, vid Umeå universitet.
Lena Gustafsson inledde sina studier vid matematisk-naturvetenskaplig fakultet vid Göteborgs universitet och avlade filosofie kandidatexamen 1972. Hennes doktorandstudier fokuserades på glycerolmetabolismen hos en marin jästsvamp. Hon disputerade 1979 i mikrobiologi.
År 1988 tillträdde Lena Gustafsson ett lektorat vid avdelningen för allmän och marin mikrobiologi (senare en del av institutionen för kemi och molekylärbiologi) vid Göteborgs universitet. Hon utsågs 1994 till docent at som studierektor, prefekt och vicedekanus vid matematisk-naturvetenskapliga fakulteten vid Göteborgs universitet. 
Lena Gustafsson verkade 2003–2006 som prorektor på Chalmers tekniska högskola.
Hösten 2006 utsågs Gustafsson till ny vice generaldirektör på Vinnova.
Sommaren 2010 utsågs Lena Gustafsson till rektor för Umeå universitet.

## Andra uppdrag
- Styrelseledamot i SIS Swedish Standards Institute[4]
- 2007– Ledamot av Ingenjörsvetenskapsakademien (IVA), avdelning X (Bioteknik)[5]
- 2007– Styrelseledamot i Rymdstyrelsen[6]
- Styrelseledamot i Nordiskt Innovationscenter (NICe)[7]
- 2010– Styrelseledamot i European Spallation Source (ESS)[8]